# Siemion Głuzman
Siemion Fiszelewicz Głuzman (ros. Семён Фи́шелевич Глу́зман, ukr. Семен Фішельович Глузман; ur. 10 września 1946 w Kijowie) – ukraiński psychiatra i radziecki dysydent, więziony za obronę ofiar psychiatrii politycznej. Za czasów ZSRR opracował i upublicznił raport podważający orzeczenia ekspertów z Moskiewskiego Instytutu Psychiatrii Sądowej im. prof. W.P. Serbskiego. Dostał za to 7 lat łagrów i 3 lata zesłania, gdzie wraz z Władimirem Bukowskim napisał książkę „Psychiatria dla nieprawomyślnych” jako podręcznik służący do obrony przed działaniami władz. Obecnie pełni obowiązki sekretarza wykonawczego Stowarzyszenia Psychiatrów Ukrainy.